# Trường Cao đẳng Ngoại ngữ và Công nghệ Việt Nam
Trường Cao đẳng Ngoại ngữ và Công nghệ Việt Nam là trường Cao đẳng đào tạo về ngoại ngữ tại Việt Nam được thành lập năm 2008. Mã trường CDD 2105

## Lịch sử
- 17/10/2008 Trường Cao đẳng nghề Đại An được thành lập ngày 17/10/2008 theo Quyết định số 1390/QĐ-BLĐTBXH của Bộ Lao Động Thương Binh và Xã Hội.
- 06/03/ 2019 Trường Cao đẳng nghề Đại An đổi tên thành Trường Cao đẳng Ngoại ngữ Và Công nghệ Việt Nam (tên viết tắt: VXT College) theo Quyết định số 261/QĐ-LĐTBXH của Bộ Lao Động Thương Binh và Xã Hội.

## Vị trí
- Cơ sở Hoàng Quốc Việt: 212 Hoàng Quốc Việt, Cầu Giấy, Hà Nội.
- Cơ sở Tây Sơn:  Số 15, ngõ 167 Tây Sơn, Quang Trung, Đống Đa, Hà Nội
- Cơ sở Thái Thịnh: 131 Thái Thịnh, phường Thịnh Quang, quận Đống Đa, thành phố Hà Nội
- Cơ sở Hoài Đức: Đại lộ Thăng Long, Hoài Đức, Hà Nội

## Khẩu hiệu
Nỗ lực hôm nay, thành công ngày mai !

## Các hệ đào tạo

### Cao đẳng
- Tiếng Anh
- Tiếng Nhật
- Tiếng Hàn
- Tiếng Trung
- Điều dưỡng
- Kỹ thuật chế biến món ăn
- Công nghệ thông tin
- Thú y
- Hàn điện
- Cơ khí chế tạo
- Bán hàng siêu thị

### Hệ trung cấp chuyên nghiệp
- Ngôn ngữ Anh
- Ngôn ngữ Nhật
- Ngôn ngữ Hàn
- Ngôn ngữ Trung
- Kỹ thuật chế biến món ăn
- Trung cấp thú y

### Hệ đào tạo Liên thông, văn bằng 2
Tuyển sinh hệ liên thông từ trung cấp lên Cao đẳng. Đào tạo hệ văn bằng 2 cho người đã có bằng cấp Cao đẳng hoặc Đại học.

## Phòng ban
1. Phòng Đào tạo
2. Phòng Tổ chức - Hành chính
3. Phòng Công tác chính trị và Quản lý Sinh viên
4. Phòng Tài chính Kế toán
5. Phòng Đầu tư quản trị
6. Phòng Thanh tra
7. Phòng Quản lý thiết bị
8. Phòng Khảo thí và đảm bảo chất lượng giáo dục
9. Phòng Quản lý Khoa học & Nghiên cứu phát triển
10. Phòng hợp tác quốc tế

## Cơ sở vật chất
- Khuôn viên khép kín, kí túc xá của trường có 250 phòng sức chứa 2000 sinh viên, có phòng ngủ đầy đủ điều hòa, nóng lạnh, can-teen an toàn vệ sinh...
- Hệ thống 200 phòng học và phòng thí nghiệm, phục vụ cho công tác đào tạo và nghiên cứu của nhà trường và sinh viên.
- Hội trường A với 350 chỗ ngồi được trang bị hệ thống âm thanh, ánh sáng.
- Thư viện cho sinh viên

## Chương trình đào tạo
- Chương trình đào tạo cao đẳng: 3 năm
- Chương trình đào tạo du học 1+2: 1 năm học tại trường, 2 năm học tập và làm việc tại các nước như Hàn Quốc, Trung Quốc, Nhật Bản.
- Chương trình đạo tạo liên thông, văn bằng 2: từ 1.5 năm
- Chương trình đào tạo trung cấp chuyên nghiệp: 2 năm

## Hình thức tuyển sinh
- Xét tuyển học bạ THPT  hoặc Kết quả kì thi tốt nghiệp THPT
- Không tổ chức thi tuyển

## Định hướng phát triển
Trường Cao đẳng Ngoại ngữ và Công nghệ Việt Nam không ngừng tăng cường hợp tác với các trường Đại học tiên tiến trong khu vực và trên thế giới để liên kết đào tạo, nghiên cứu khoa học và trao đổi sinh viên, giảng viên, tiến tới xuất khẩu nhân lực cho các nước phát triển. Tăng cường đào tạo cán bộ nhằm tiếp thu các thành tựu tiến bộ khoa học trên thế giới và khu vực. Tăng cường và mở rộng hơn nữa hợp tác Quốc tế về Du học để tạo điều kiện thuận lợi nhất cho sinh viên sang Du học tại nước ngoài.
Với sứ mệnh mang đến những giá trị giáo dục cốt lõi nhất và đào tạo đội ngũ nhân lực trẻ tài năng phục vụ cho nền kinh tế đất nước.
Với triết lý và phương pháp giáo dục hiện đại, đào tạo ra những con người toàn diện, hài hòa, chương trình học tập luôn được cập nhật và tuân thủ các chuẩn công nghệ quốc tế.